# Venere e Adone (Poussin)
Venere e Adone è un dipinto di Nicolas Poussin risalente al 1626, custodito al Museo Fabre di Montpellier.

## Descrizione e stile
Il dipinto rappresenta il famoso episodio di Adone e Venere, in una scena bucolica animata da cupidi. Il dipinto è in realtà solo una parte dell'opera originale, divisa in due nel XVIII secolo.
La parte più estesa è appunto quella di Venere e Adone conservata a Montpellier, mentre una sezione della tela alla sinistra di questo episodio è custodita al Metropolitan Museum di New York. Nel 2008 le due parti sono state riunite ed esposte insieme per un'iniziativa dei due musei, che hanno poi ospitato il dipinto completo.